# Wasserschloss Wolkersdorf
Das Schloss Wolkersdorf ist eine ehemalige Wasserburg am Nordwestrand des Gemeindeteils Wolkersdorf der kreisfreien Stadt Schwabach in Mittelfranken in Bayern.
Es ist unter dem Aktenzeichen D-5-6632-0164 als Bodendenkmal und unter dem Aktenzeichen D-5-65-000-263 als Baudenkmal in die bayerische Denkmalliste eingetragen.

## Geschichte
1297 wird ein Ortsadelsgeschlecht zu „Vokoltstorf“ erwähnt, das bis zum 14. Jahrhundert nachweisbar ist. In der Folgezeit wurden Nürnberger Patrizier Grundherren des Ortes und des Schlosses. Diese räumten der Stadt wiederholt das Öffnungsrecht zu Kriegszeiten ein. 1390 erschien die Familie Tucher als Besitzer der Burg, 1482 sind es die Geuder und 1512 die Landauer. 1552 wurde das Schloss im Zweiten Markgrafenkrieg niedergebrannt, aber anschließend von seinem damaligen Besitzer Hieronymus Murr wieder aufgebaut. Eine zweite Zerstörung mit anschließendem Wiederaufbau ereignete sich 1632 im Dreißigjährigen Krieg. Am längsten hatten die Fürer von Haimendorf das Schloss in ihrem Besitz, ihre Herrschaft dauerte von 1630 bis 1843. Über deren Erbtochter kam das Schloss an Karl Christoph von Oelhafen. Ab 1863 verkaufte er seinen örtlichen Besitz stückweise. Die Besitzer des Schlosses wechselten danach in rascher Folge.

## Beschreibung
Das Schloss nimmt ein fast quadratisches Areal von ca. 28 × 26 m Größe ein. Von der Burg ist heute noch das fast quadratische Hauptgebäude mit drei Stockwerken erhalten. Die umgebende Ringmauer ist deutlich abgetragen, von den ursprünglich vier quadratischen Ecktürmen ist nur noch einer vorhanden. Die übrigen wurden im 19. Jahrhundert abgerissen. An der Südseite führt eine Zugbrücke über den heute verfüllten Wassergraben in den Schlosshof.